# Troglohyphantes gladius
Troglohyphantes gladius là một loài nhện trong họ Linyphiidae.
Loài này thuộc chi Troglohyphantes. Troglohyphantes gladius được Jörg Wunderlich miêu tả năm 1995.